# THE GREAT SKELETON'S MUSIC GUIDE BOOK
『THE GREAT SKELETON'S MUSIC GUIDE BOOK』（ザ・グレート・スケルトンズ・ミュージック・ガイド・ブック）は、日本のロックバンド、TRICERATOPSの2ndアルバム。1998年12月2日、 エピックレコードジャパンよりリリース。 

## 内容
- 3ヶ月連続リリース第3弾。前作アルバム「TRICERATOPS」よりわずか8ヶ月でリリースされた。ビッグヒットを記録。
- 初回限定：グレートスケルトンズデジブック＋スーパーピクチャーレーベル
- 2016年8月24日には、翌年にデビュー20周年を迎えることを記念し、最新リマスタリング、高品質Blu-spec CD2仕様にて、本アルバムが復刻リリースされた。

## 収録曲
| 全作詞・作曲: 和田唱、全編曲: TRICERATOPS。 |                                                      |        |            |      |
| #                                           | タイトル                                             | 作詞   | 作曲・編曲 | 時間 |
| 1.                                          | 「PARTY」                                            | 和田唱 | 和田唱     | 4:31 |
| 2.                                          | 「MIRROR」                                           | 和田唱 | 和田唱     | 6:05 |
| 3.                                          | 「GUATEMALA」(後にシングルカットされた7thシングル曲) | 和田唱 | 和田唱     | 4:13 |
| 4.                                          | 「FEVER」(6thシングル曲。本作の先行シングル)         | 和田唱 | 和田唱     | 5:32 |
| 5.                                          | 「GREEN」                                            | 和田唱 | 和田唱     | 4:19 |
| 6.                                          | 「GOOD TIMES」                                       | 和田唱 | 和田唱     | 3:51 |
| 7.                                          | 「GOTHIC RING」(5thシングル)                         | 和田唱 | 和田唱     | 4:48 |
| 8.                                          | 「MASCARA&MASCARAS」(4thシングル曲)                  | 和田唱 | 和田唱     | 3:43 |
| 9.                                          | 「CARAMEL TEA」(5thシングルのC/W曲)                  | 和田唱 | 和田唱     | 4:03 |
| 10.                                         | 「LIP CREAM」                                        | 和田唱 | 和田唱     | 5:13 |
| 11.                                         | 「SHORT HAIR」                                       | 和田唱 | 和田唱     | 4:30 |
| 合計時間:                                   | 合計時間:                                            | 50:48  |            |      |